# Quinnesec Mill
Quinnesec Mill är ett pappersbruk i Quinnesec, Michigan, i USA som ingår i koncernen Billerud som en av nio produktionsplatser. Quinnesec Mills område omfattar ungefär 900 hektar med massabruk, pappersmaskin och massatork.

## Historia
Bruket byggdes 1981 av Champion International Corporation och startades till en början för att tillverka pappersmassa. Papperstillverkningen drog igång år 1990.

### Ägarbyten
År 1999/2000 förvärvades Champion International Corporation och blev en del av International Paper Company.
År 2005–2006 förvärvades International Papers division för bestruket- och superkalendrerat-papper av Apollo Global Management. I förvärvet ingick Quinnesec Mill och tre andra bruk. Under Apollo Global Management skapades bolaget Verso Paper.
År 2021–2022 förvärvades Verso Paper av BillerudKorsnäs för en köpeskilling om cirka 825 miljoner dollar.

### 2022 – nu
Idag producerar bruket främst grafiskt papper av sulfatmassa på en pappersmaskin med en kapacitet på ungefär 400 000 ton papper årligen. Utöver detta har bruket även en massatork med en årlig kapacitet på ungefär 200 000 avsalumassa. Pappersmassan bleks med syrgas, klordioxid och väteperoxid.